# جون ديلينجر
جون هربرت ديلينجر الابن. (بالإنجليزية: John Herbert Dillinger, Jr.)؛ (22 يونيو 1903 - 22 يوليو 1934). وهو أحد اللصوص والمجرمين الذين أشتهروا في الغرب الأوسط الاميركي في بداية عقد الثلاثينات من القرن العشرين .

## شهرته
في ثلاثينات القرن الماضي سطع نجم ( جون ديلينجر ) كأشهر سارق بنوك في أمريكا ومما زادت شهرته فترة الكساد التي عصفت بأمريكا ولان الأمريكيون كانوا يلقون باللوم على البنوك باعتبارها سببا أساسيا للكساد الاقتصادي في بلدهم لذلك تحول ديلنجير إلى بطل شعبي خاصة انه كان أحيانا يسرق البنوك وعطي من الأموال المسروقة للفقراء مما جعله شبيه بـ ( روبن هود ) الشخصية الخيالية التي كانت تسرق لتطعم الفقراء .وُلد دلينجر في مدينة إنديانابولس بولاية إنديانا عام 1903 وترعرع قرب مدينة مورسفيل .حاول القيام بأول سرقة له في مدينة مورسفيل عام 1924م.ألقي القبض عليه وسُجن حتى عام 1933م. وبعد ذلك بفترة وجيزة ساعده بعض نزلاء السجن على الفرار، وشكَّلوا عصابة للسطو.في يناير 1934م تم اعتقال دلينجر في أريزونا وأرسل إلى إنديانا ليواجه تهمة بقتل أحد رجال الشرطة ولم يمضِ عليه وقت وجيز حتى هرب من سجن كراون بوينت، بإنديانا والذي يفترض أنه من السجون الحصينة، وذلك باستعمال ما ادعى أنه كان مسدسًا خشبيًا منقوشًا حيث انه أسر 17 من حراس ذلك السجن. كان هروب دلينجر خارج حدود الولاية في سيارة مسروقة منتهكًا القانون الاتحادي قد جعل منه هاربًا من الـ إف. بي. أي مكتب التحقيقات الفيدرالي. بعد انخراطه في عصابة جديدة، استأنف دلينجر سرقة البنوك. أفلت من القبض عليه مرتين في معارك بالسلاح مع رجال الشرطة الاتحاديين في مينيسوتا، ووسكنسن. في منتصف عام 1934م اشترك في عشر عمليات سطو على الأقل على بنوك في إنديانا، وأوهايو، ووسكنسن، وداكوتا الجنوبية.كان دلينجر في شيكاغو حين وشت به (أنَّا ساج)، وهي إحدى صديقاته المقربات، في 22 يوليو عام 1934م.أخبرت ساج رجال الشرطة الاتحاديين أنها ستكون مرتدية ثوبًا أحمر عندما تصحب دلينجر إلى سينما البيوجراف تلك الليلة لمشاهدة فيلم كلارك جيبل الإجرامي ميلو دراما مانهاتن أصاب رجال الشرطة الاتحاديون دلينجر إصابة قاتلة حينما غادر المسرح، وأصبحت ساج شهيرة بلقب المرأة ذات الرداء الأحمر .
وقد حولت قصة دلنجر إلى فلم في عام 2009 حاز على عده جوائز قام ببطولته الممثل الشهير جوني ديب والفلم يحمل عنوان أعداء الشعب.

## معرض صور

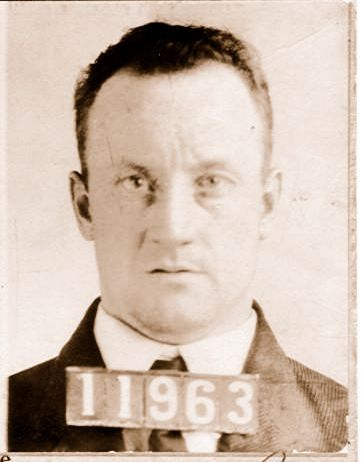
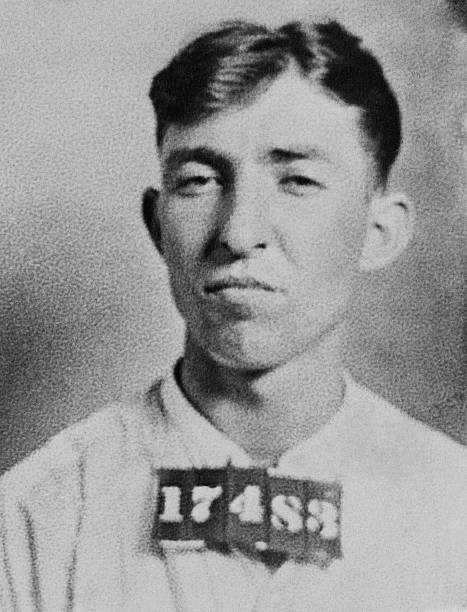
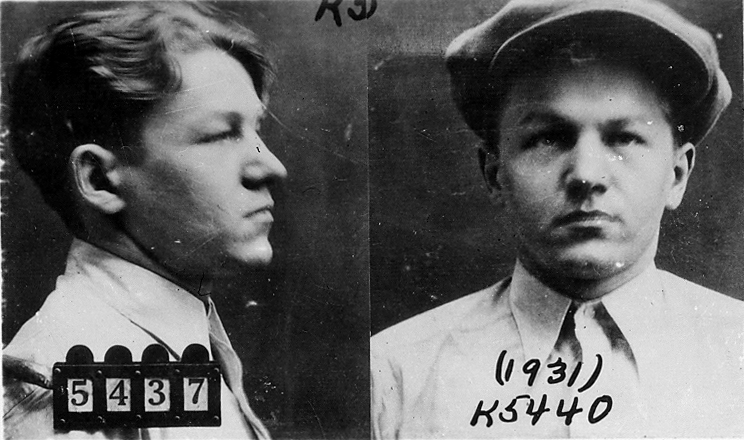
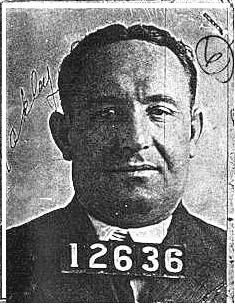
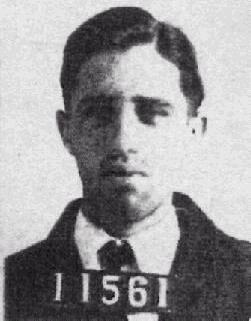

## روابط خارجية
- جون ديلينجر على موقع IMDb (الإنجليزية)
- جون ديلينجر على موقع الموسوعة البريطانية (الإنجليزية)
- جون ديلينجر على موقع إن إن دي بي (الإنجليزية)